# Jundiá (kommun i Brasilien, Alagoas, lat -8,94, long -35,50)
Jundiá är en kommun i Brasilien.   Den ligger i delstaten Alagoas, i den östra delen av landet, 1 500 km nordost om huvudstaden Brasília. Antalet invånare är 4 202.
Omgivningarna runt Jundiá är en mosaik av jordbruksmark och naturlig växtlighet. Runt Jundiá är det ganska tätbefolkat, med 54 invånare per kvadratkilometer.